# Cá lao không vảy
Cá lao không vảy (danh pháp khoa học: Fistularia petimba) là một loài cá biển thuộc chi Fistularia trong họ Fistulariidae. Tên thông thường tiếng Anh của nó là red cornetfish, nghĩa đen là cá cocnê đỏ.
Tên khoa học này thường bị sử dụng sai cho F. commersonii, loài cá cùng chi và phổ biến hơn nhưng sống gần mặt biển hơn.

## Phân bố
Trong khu vực nhiệt đới và cận nhiệt đới, từ 44°B - 39°N. Tại miền tây Đại Tây Dương: Từ đông nam Florida, Hoa Kỳ đến Trung Mỹ nhưng có nguồn cho là rộng hơn, từ Massachusetts đến miền nam Brasil và Argentina. Tại miền đông Đại Tây Dương: Galicia, Tây Ban Nha, Cape Blanc và Cape Verde đến Angola. Cũng có báo cáo từ vịnh Walvis, Namibia. Tại khu vực Ấn Độ Dương - Thái Bình Dương: Từ Hồng Hải và Đông Phi đến các đảo Hawaii và Tuamoto, phía bắc đến miền nam Nhật Bản và quần đảo Ogasawara, phía nam đến Victoria, Australia. Tại Địa Trung Hải: Cadiz, Tây Ban Nha (miền nam bán đảo Iberia), và Thổ Nhĩ Kỳ. Môi trường sống là nước lợ và nước mặn; gắn với các rạn san hô và bãi đá ngầm; ở độ sâu 10–200 m, thường tìm thấy ở độ sâu 18–57 m.

## Mô tả
Chiều dài tổng cộng (TL) tối đa 200 xentimét (6,6 ft), nhưng thường bắt gặp với TL 100 xentimét (39 in); trọng lượng tối đa đã công bố 4,7 kg. Chiều dài tiêu chuẩn (SL) khoảng 84% TL. Vây lưng: tia gai 0, tia mềm 13-15. Vây hậu môn: tia gai 0, tia mềm 14-15. Vây ngực: 15. Vây hậu môn: tia gai 0, tia mềm 6. Chiều dài đầu (HL) 35% SL. Chiều dài mõm 21% SL. Chiều cao đầu 10% HL. Đường kính mắt: Theo chiều ngang 7% HL, theo chiều dọc 4% HL. Với một hàng tấm xương dọc theo đường giữa (không có ở F. commersoni); có màu ánh đỏ hoặc da cam ánh nâu (trong khi F. commersoni có màu nâu ánh xanh lục).
Loài sinh vật sống đáy biển khơi lục địa này được tìm thấy trên các đáy mềm ở vùng cận duyên hải và ăn chủ yếu là các loài cá và tôm nhỏ. Cá con cũng bơi vào cửa sông. Nó chủ yếu là một loài cận nhiệt đới, cũng được tìm thấy ở các vùng nhiệt đới nhưng chỉ ở vùng sâu tại những nơi nước trồi lạnh. Nó hầu như luôn được tìm thấy ở độ sâu dưới 10 m. Nó là một loài hoạt động lúc chạng vạng. Nó ăn cá nhỏ và động vật giáp xác bằng cách sử dụng cái miệng hình ống để hút.

## Sử dụng
Loài này là một thành phần của nghề khai thác thủ công; mắc trong lưới vây và bẫy. Nó đôi khi xuất hiện ở các chợ cá nhỏ và cũng có thể được sử dụng làm cá khô, cá ướp muối hoặc cá hun khói, cũng như được chế biến thành bột cá.

## Thư viện ảnh

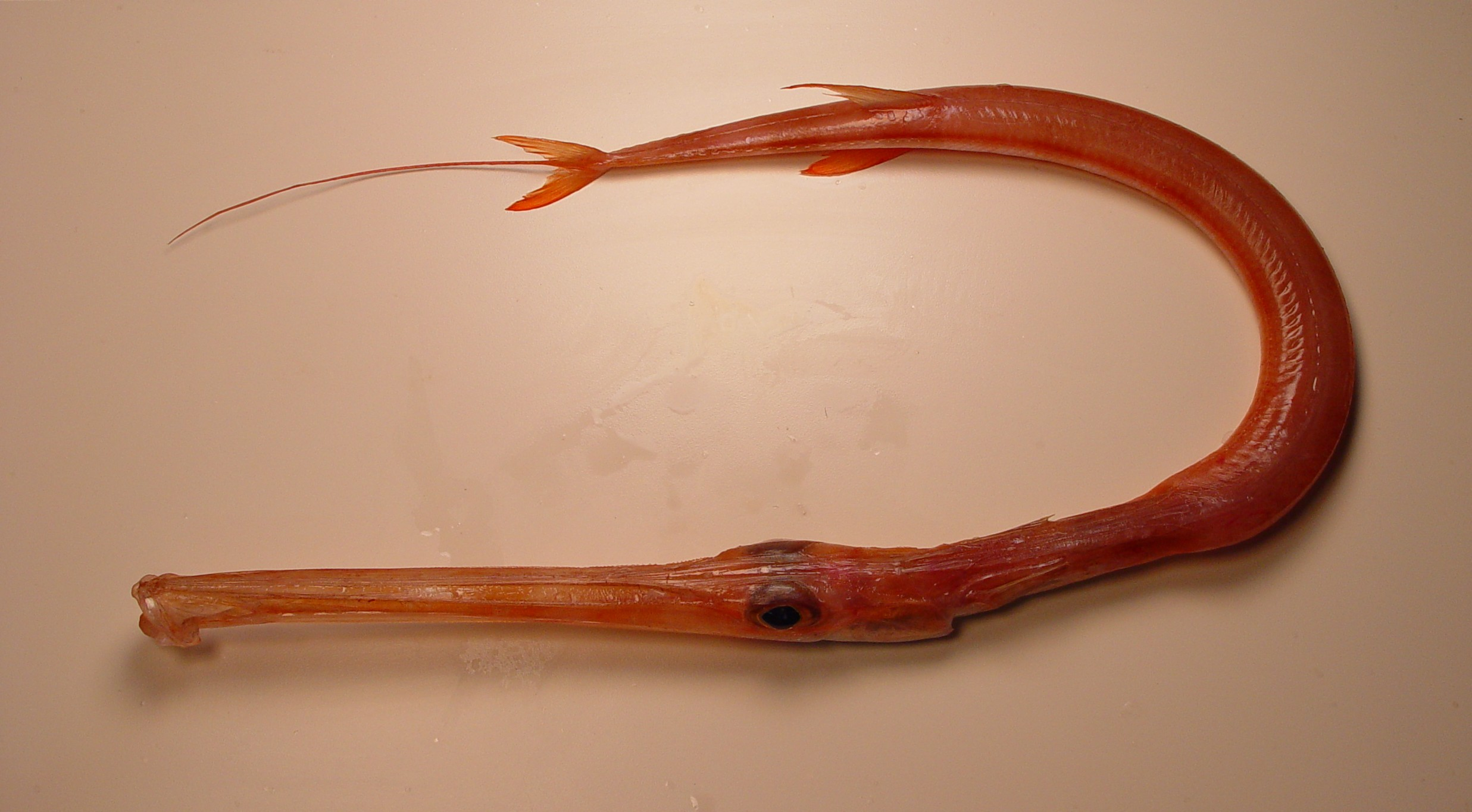
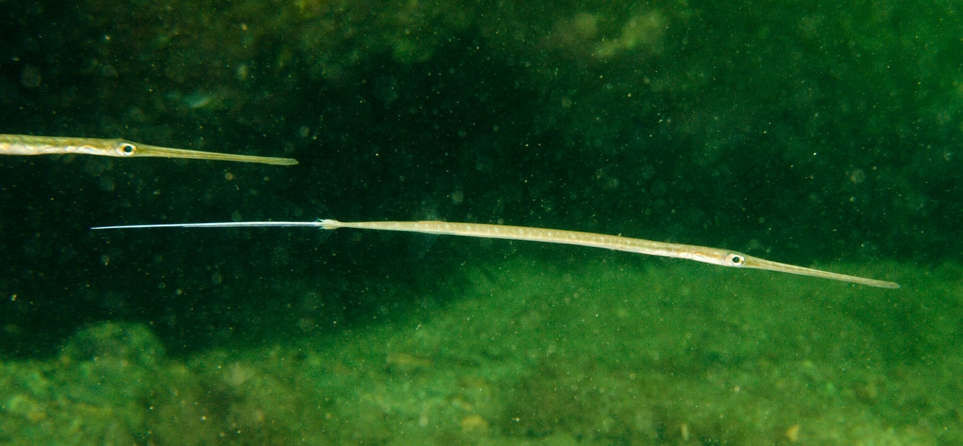
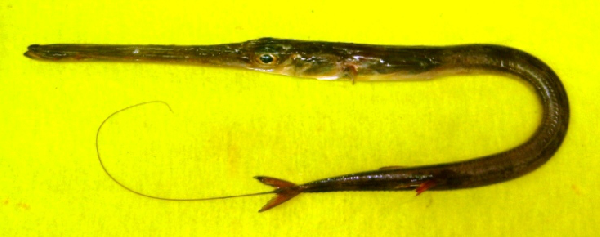
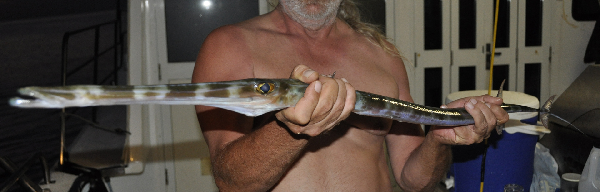
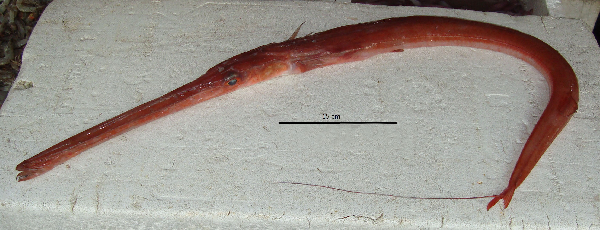